# Władcy Arabii Saudyjskiej

Sztandar królewski

Lista królów Arabii Saudyjskiej:
|   | Imię                 |  | Urodzony                | Zmarł                     | Czas rządów | Rodzice                                                                                             |
| - | -------------------- |  | ----------------------- | ------------------------- | ----------- | --------------------------------------------------------------------------------------------------- |
| 1 | Abdulaziz (Ibn Saud) |  | 24 listopada 1880 Rijad | 9 listopada 1953 At-Ta’if | 1932–1953   | Abd ar-Rahman ibn Fajsal (1850–1928) Sara bint Ahmad al-Kabir Sudajri                               |
| 2 | Saud                 |  | 12 stycznia 1902 Kuwejt | 23 lutego 1969 Ateny      | 1953–1964   | Abdulaziz (ok. 1880–1953), król Arabii Saudyjskiej Wadha bint Muhammad al-Hazam                     |
| 3 | Fajsal               |  | 14 kwietnia 1906 Rijad  | 25 marca 1975             | 1964–1975   | Abdulaziz (ok. 1880–1953), król Arabii Saudyjskiej Tarfa bint Abd Allah ibn Abd al-Latif asz-Szajch |
| 4 | Chalid               |  | 13 lutego 1913 Rijad    | 13 czerwca 1982 At-Ta’if  | 1975–1982   | Abdulaziz (ok. 1880–1953), król Arabii Saudyjskiej Dżauhara bint Musa’id al-Dżiluwi                 |
| 5 | Fahd                 |  | 16 marca 1923 Rijad     | 1 sierpnia 2005 Rijad     | 1982–2005   | Abdulaziz (ok. 1880–1953), król Arabii Saudyjskiej Hasa bint Ahmad as-Sudajri                       |
| 6 | Abdullah             |  | 1 sierpnia 1924 Rijad   | 23 stycznia 2015 Rijad    | 2005-2015   | Abdulaziz (ok. 1880–1953), król Arabii Saudyjskiej Fahda bint Asi asz-Szuraim                       |
| 7 | Salman               |  | 31 grudnia 1935 Rijad   |                           | 2015-       | Abdulaziz (ok. 1880–1953), król Arabii Saudyjskiej Hasa bint Ahmad as-Sudajri                       |

## Następca tronu
|   | Imię                |  | urodzony                | Rodzice                                       | Stopień pokrewieństwa z panującym poprzednikiem |
| - | ------------------- |  | ----------------------- | --------------------------------------------- | ----------------------------------------------- |
| 1 | Muhammad ibn Salman |  | 31 sierpnia 1985 Dżudda | Salman Fahda bint Falah ibn Sultan Al Hislajn | syn                                             |